# Episodi de L'ispettore Barnaby (quarta stagione)
La quarta stagione del telefilm L'ispettore Barnaby è andata in onda nel Regno Unito dal 10 settembre 2000 al 23 settembre 2001 sul network ITV.
| nº | Titolo originale       | Titolo italiano           | Prima TV UK       | Prima TV Italia |
| -- | ---------------------- | ------------------------- | ----------------- | --------------- |
| 1  | Garden of Death        | Il giardino della morte   | 10 settembre 2000 |                 |
| 2  | Destroying Angel       | Angelo distruttore        | 26 agosto 2001    |                 |
| 3  | Electric Vendetta      | Vendetta elettrica        | 2 settembre 2001  |                 |
| 4  | Who Killed Cock Robin? | Chi ha ucciso Cock Robin? | 9 settembre 2001  |                 |
| 5  | Dark Autumn            | Tragico autunno           | 16 settembre 2001 |                 |
| 6  | Tainted Fruit          | La mela marcia            | 23 settembre 2001 |                 |

## Il giardino della morte
- Titolo originale: Garden of Death
- Diretto da: Peter Smith
- Scritto da: Christopher Russell
- Guest star: Sarah Alexander

Nel villaggio di Midsomer Deverell la faida di due famiglie circa le sorti di un giardino commemorativo, che sta per essere trasformato in una sala da tè, turba la comunità. Elspeth Inkpen, l'attuale proprietaria, annuncia che non sono affari del villaggio ma solo della sua famiglia. Ma dopo qualche giorno sua figlia viene trovata morta proprio in quel giardino. Barnaby e Troy si chiedono chi sia tanto determinato a impedire la distruzione della targa commemorativa, tanto da uccidere.
In questo episodio, nei panni del giardiniere Daniel Bolt, compare Neil Dudgeon, colui che interpreterà l'ispettore John Barnaby, cugino dell'ispettore Tom Barnaby, a partire dalla stagione 14.

## Angelo distruttore
- Titolo originale: Destroying Angel
- Diretto da: Peter Smith
- Scritto da: Christopher Russell
- Guest Star: Samantha Bond (Suzanna Chambers)

La mattina in cui ha luogo il funerale del proprietario dell'Easterly Grange Hotel, il suo tuttofare Gregory Chambers sembra essere misteriosamente sparito. L'uomo non si presenta né alla lettura del testamento che lo vede nominato come uno degli eredi dell'imprenditore, né al successivo rinfresco in cui avrebbe dovuto esibirsi all'interno dell'attrazione locale "Punch e Judy Show", in qualità di burattinaio. La maggior parte delle persone non crede alla sua scomparsa, ma dopo qualche giorno nel bosco viene trovato un braccio mozzato, e dalle indagini di Barnaby sembrerebbe appartenere proprio al burattinaio.

## Vendetta elettrica
- Titolo originale: Electric Vendetta
- Diretto da: David Tucker
- Scritto da: David Hoskins
- Guest star: Alec McCowen (Sir Christian Aubrey)

Un uomo viene trovato nudo, senza vita, all'interno di un cerchio tracciato in un campo di grano di Midsomer Parva. La voce si sparge velocemente, molti credono sia frutto degli alieni. Barnaby non crede a questa teoria.

## Chi ha ucciso Cock Robin?
- Titolo originale: Who Killed Cock Robin?
- Diretto da: Peter Smith
- Scritto da: Terry Hodgkinson

Il medico locale di Newton Magna, rientrando da un ricevimento, investe accidentalmente un uomo e dopodiché finisce fuori strada con la sua auto. All'inizio non vuole denunciare l'incidente, dal momento che ha bevuto troppo alla festa e con il buio non è riuscito a riconoscere la vittima, ma la mattina dopo decide di chiamare la polizia. Tuttavia, sin dalla prime ricerche di Barnaby e Troy l'investito sembra scomparso nel nulla. Durante i lavori per la rimessa in funzione del pozzo del villaggio salta invece fuori il corpo di Robin Wooliscroft, scomparso da settimane.

## Tragico autunno
- Titolo originale: Dark Autumn
- Diretto da: David Tucker
- Scritto da: Jeremy Paul

Dave Cutler, postino del villaggio di Goodman's Land, ha la fama di essere un dongiovanni. Quando viene ucciso, Barnaby e il sergente Troy pensano che possa trattarsi di un marito geloso. Ma vengono commessi altri delitti, tutti con un elemento in comune con l'assassinio di Cutler: poco prima del quale, stando ad una testimonianza, qualcuno si aggirava ascoltando musica da una vecchia radio. Si scopre che ognuna delle vittime non aveva certo un passato glorioso; per il serial killer sono tutti dei "peccatori". Bisogna fermarlo.

## La mela marcia
- Titolo originale: Tainted Fruit
- Diretto da: Jeremy Silberston
- Scritto da: Peter J. Hammond

Barnaby e Troy vengono incaricati di occuparsi della sicurezza di Melissa Townsend, una ventiduenne profondamente snob che risiede col padre in una sontuosa villa di Midsomer Malham, poiché è stata recentemente oggetto di alcune minacce di morte anonime. La ragazza è inoltre ritenuta responsabile del decesso di un anziano fattore locale. Nessuno sembra quindi stupirsi, quando una mattina il veterinario del villaggio scopre che nella notte precedente qualcuno si è introdotto nell'ambulatorio, e ha saccheggiato l'armadietto in cui conservava i barbiturici. I sospetti sembrano confermati quando la giovane Townsend viene trovata morta avvelenata al bordo della sua piscina, anche se nessuno ne sembra particolarmente addolorato; nessuno tranne la sua amica Sally, l'infermiera locale che aveva avuto in cura il vecchio Neil. E siccome a questo omicidio cominciano a succederne altri in rapida sequenza, per l'ispettore Barnaby le cose si complicano.